# Frank Weitzel

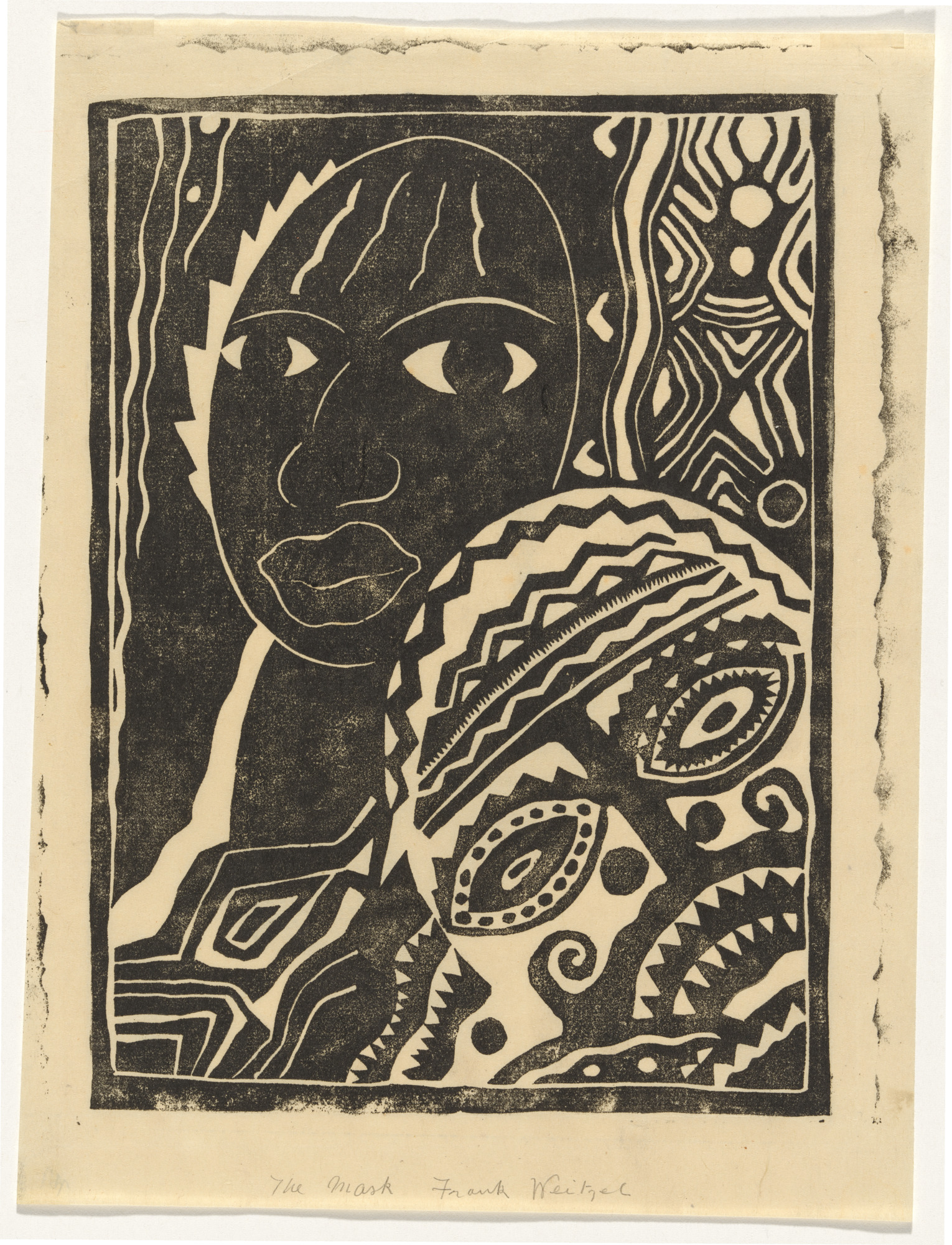
Mască (în engleză The Mask), linogravură de Frank Weitzel, 1930

Frank Weitzel (n. 22 noiembrie 1905 – d. 22 februarie 1932) a fost un tipograf de linogravuri și sculptor din Noua Zeelandă, care a studiat în San Francisco și München, înainte de a se muta la Sydney în Australia și apoi la Londra, în Regatul Unit.
Un artist foarte promițător, a murit de tetanos înainte de prima sa expoziție personală, la vârsta de doar 26 de ani.

## Biografie

### Viața timpurie și educație
Weitzel s-a născut în Levin la 22 noiembrie 1905 din părinți germani naturalizați, Maria Benninghoven și soțul ei, Frederick Gustav Weitzel, un turnător de alamă. Sora lui mai mare a fost profesoara și comunista Hedwig Weitzel. 
Până în 1912, familia locuia în Wellington, unde Weitzel a crescut. De asemenea, erau socialiști și radicali politici, casa familiei de pe Strada Buller era un loc de întâlnire pentru antimilitaristi și comuniști. În timpul Primului Război Mondial, numele lor german și simpatia lor pentru anti-recrutare au dus la faptul că familia a fost privită cu suspiciune, iar tatăl lui Weitzel a fost internat pe insula Matui (Somes) ca străin dușman, în ciuda faptului că era un cetățean naturalizat din Noua Zeelandă încă din 1902.
După moartea tatălui său, mama lui Weitzel a început să accepte chiriași în casa lor (din motive financiare), devenind totodată din ce în ce mai supărată pe autoritățile din Noua Zeelandă. Apoi a solicitat, fără succes, să fie repatriată în Germania și, în 1921, s-a mutat la San Francisco cu Frank (care avea 16 ani și tocmai începuse să frecventeze cursuri de artă) și cu un alt copil minor, dintre copiii ei.

### La San Francisco și Sydney
Frank Weitzel s-a înscris la liceu și, în 1923, a câștigat o bursă de trei ani pentru a frecventa Școala de Arte Frumoase din California. A studiat sculptura sub îndrumarea lui Bert Mangard, design textil și desen (câștigând premii întâi și doi pentru toate cele trei), și a fost influențat de sculptura precolumbiană.
Weitzel a început să expună sculpturile sale în 1925 și a câștigat o bursă națională de artă, concurând împotriva sute de studenți mai în vârstă, ceea ce i-a permis să participe la Art Students League din New York, în 1926, și să călătorească în Germania, în 1927 pentru a studia la Academia de Arte Frumoase, din München. După ce a călătorit în Europa, în anul următor, 1928, s-a mutat la Sydney, în acelasi an, pentru a se alătura familiei sale, care se relocase acolo.

## Carieră artistică

### În Australia, la Sydney
Wietzel a început să exerseze linogravura în această perioadă, aflat în Australia. A devenit parte din cercul artistic din Sydney, creând linograme monocrome ale străzilor și șantierelor din Sydney, în general, mai mult abstracte decât realiste. Un exemplu este Sydney Bridge (circa 1929), care a ilustrat geometria grinzilor de construcție utilizate în construirea Podului Portului din Sydney. Lucrările lui Weitzel l-au adus în atenția artiștilor moderniști Adrien Feint și Thea Proctor, care l-au invitat să se alăture Grupului Contemporan, iar una dintre lucrările lui și o scurtă biografie au apărut în Art in Australia, în septembrie 1929. În decembrie, a contribuit cu tapiserii în stil Bauhaus la expoziția Burdekin House de Mobilier Antic și Modern.

### Galerie (lucrări ale lui Frank Weitzel – perioada Sydney)

Lucrări reprezentative
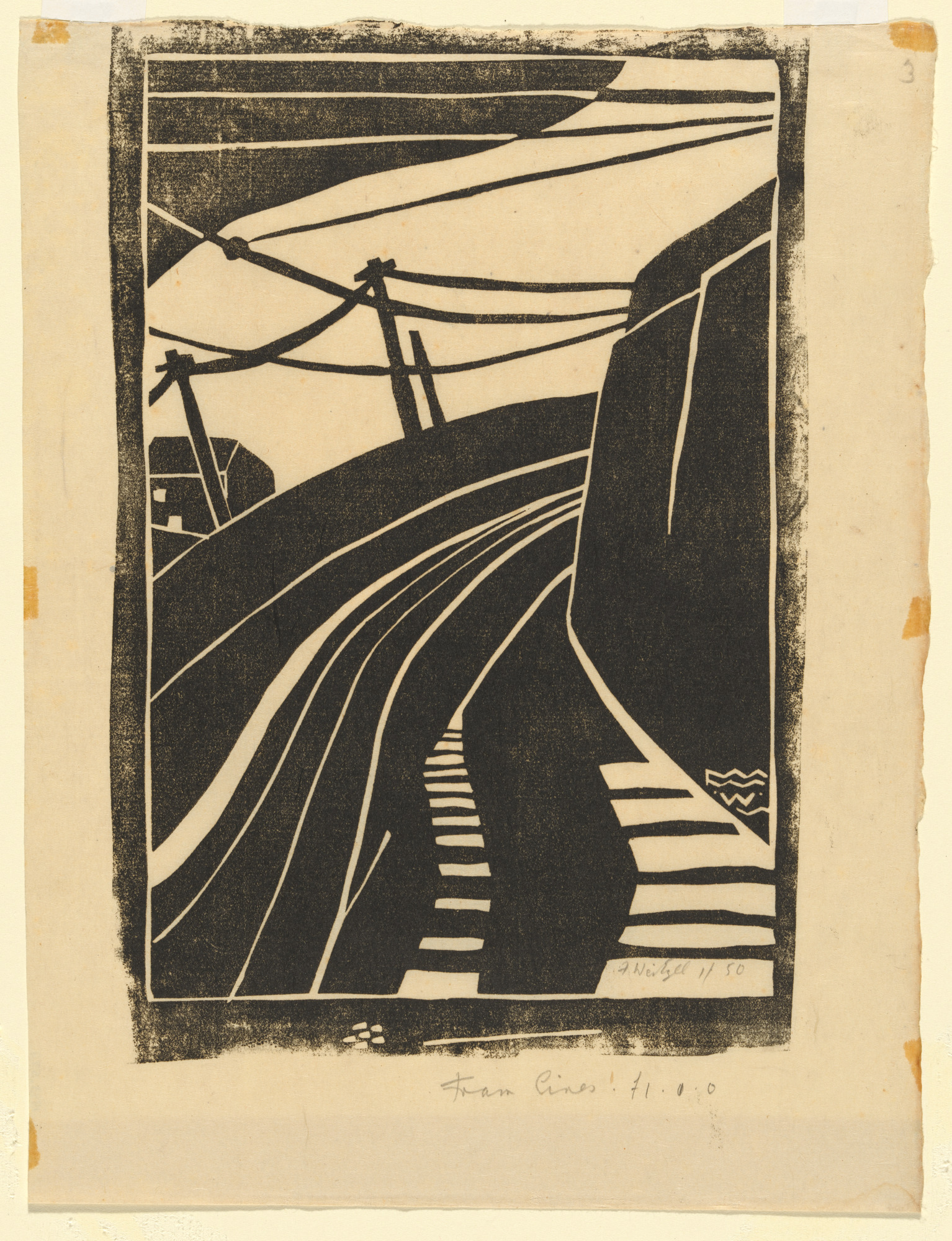
1928 – Linii de tramvai (în engleză Tram Lines)
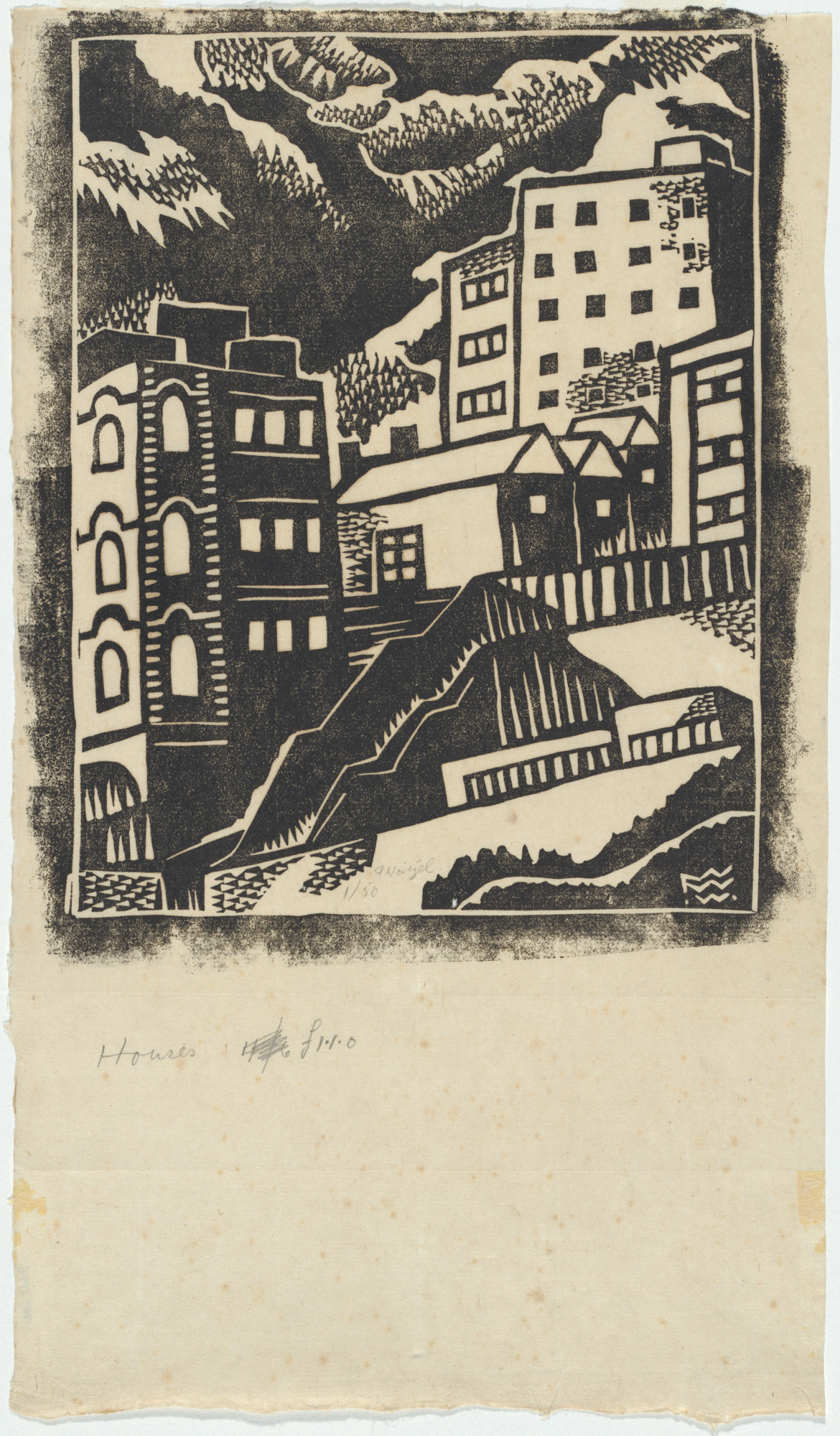
1928 – Case (în engleză Houses)
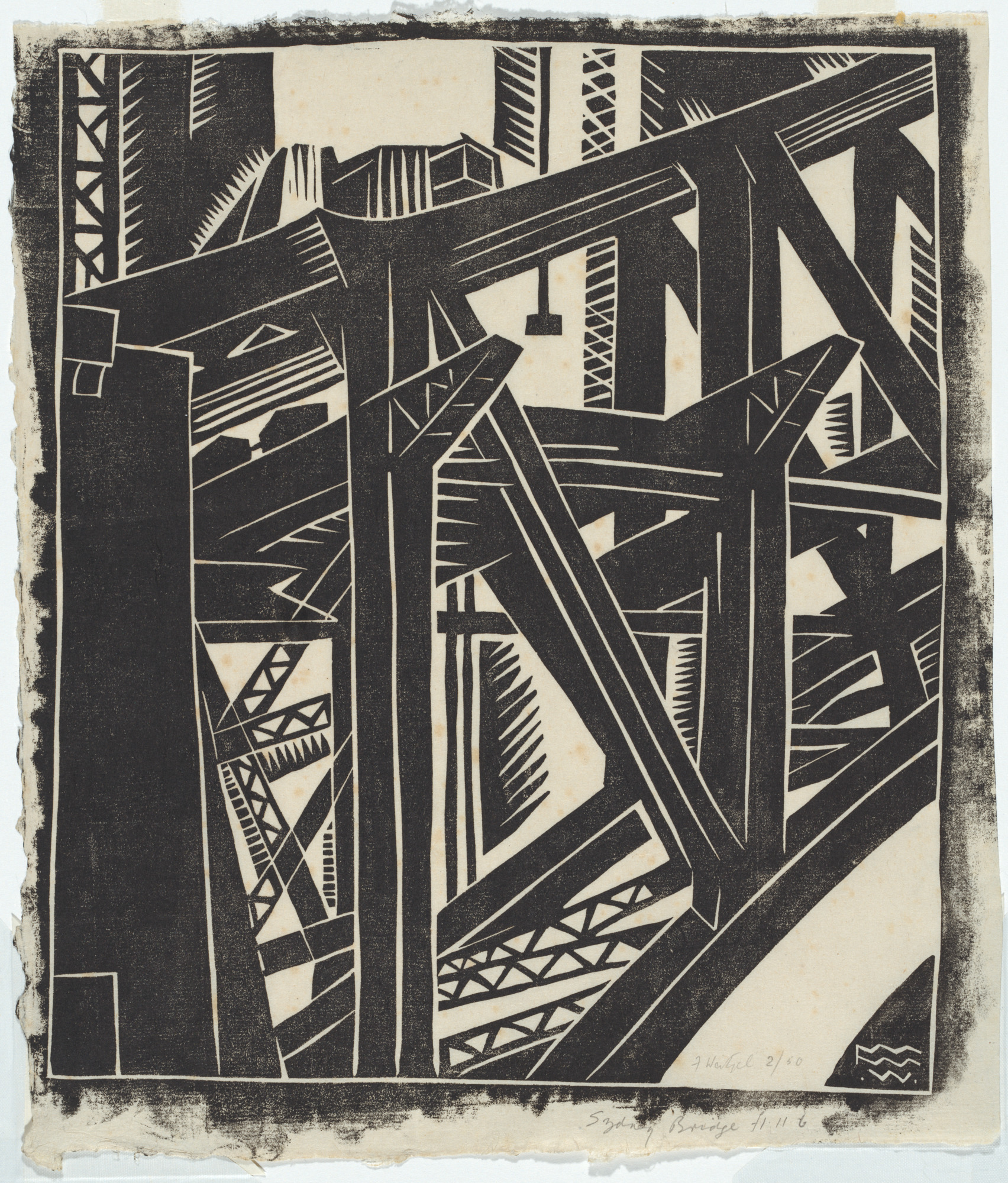
Circa 1929 – Podul Sydney (în engleză Sydney Bridge)
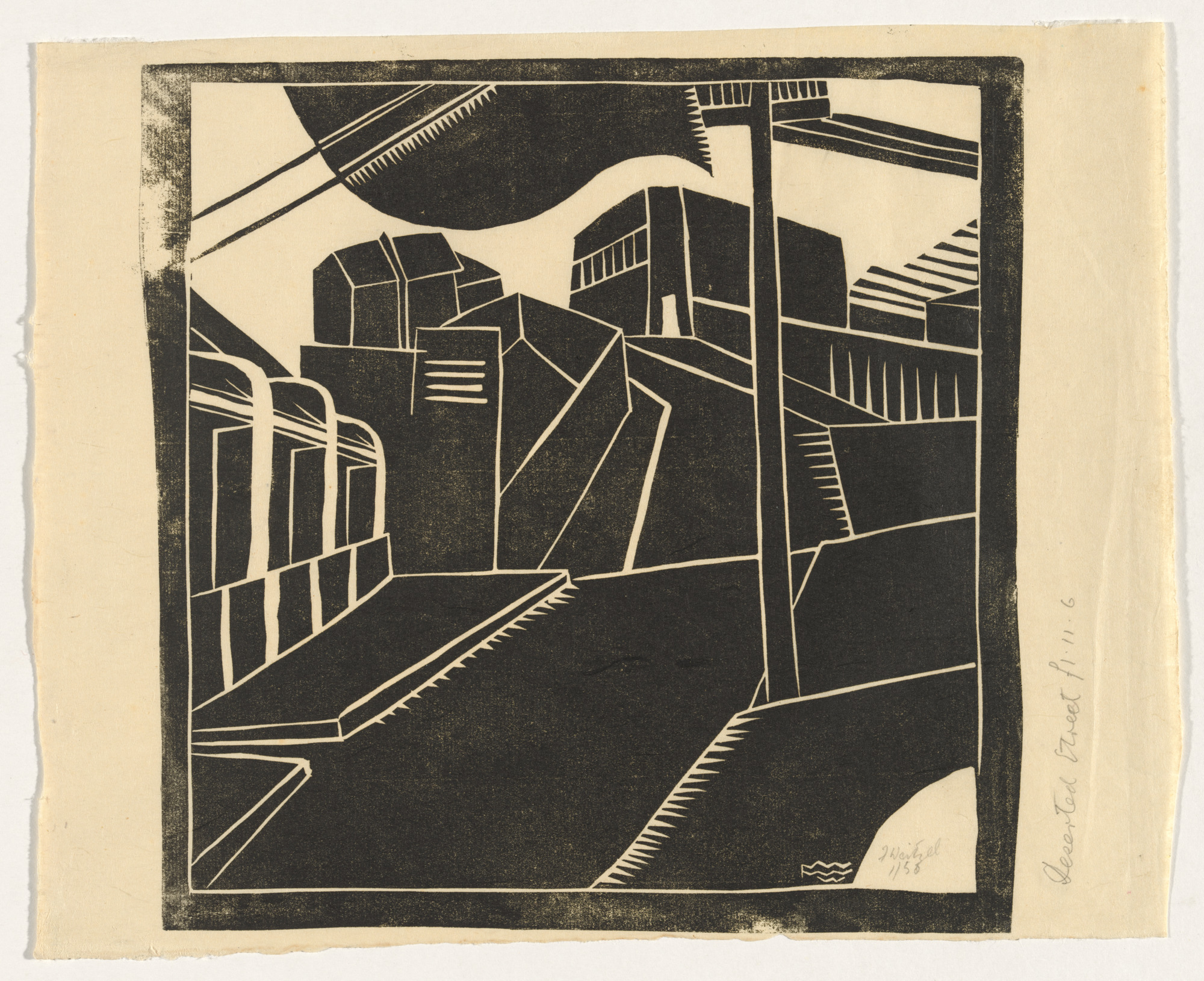
Circa 1929 – Stradă pustie (în engleză Deserted Street)
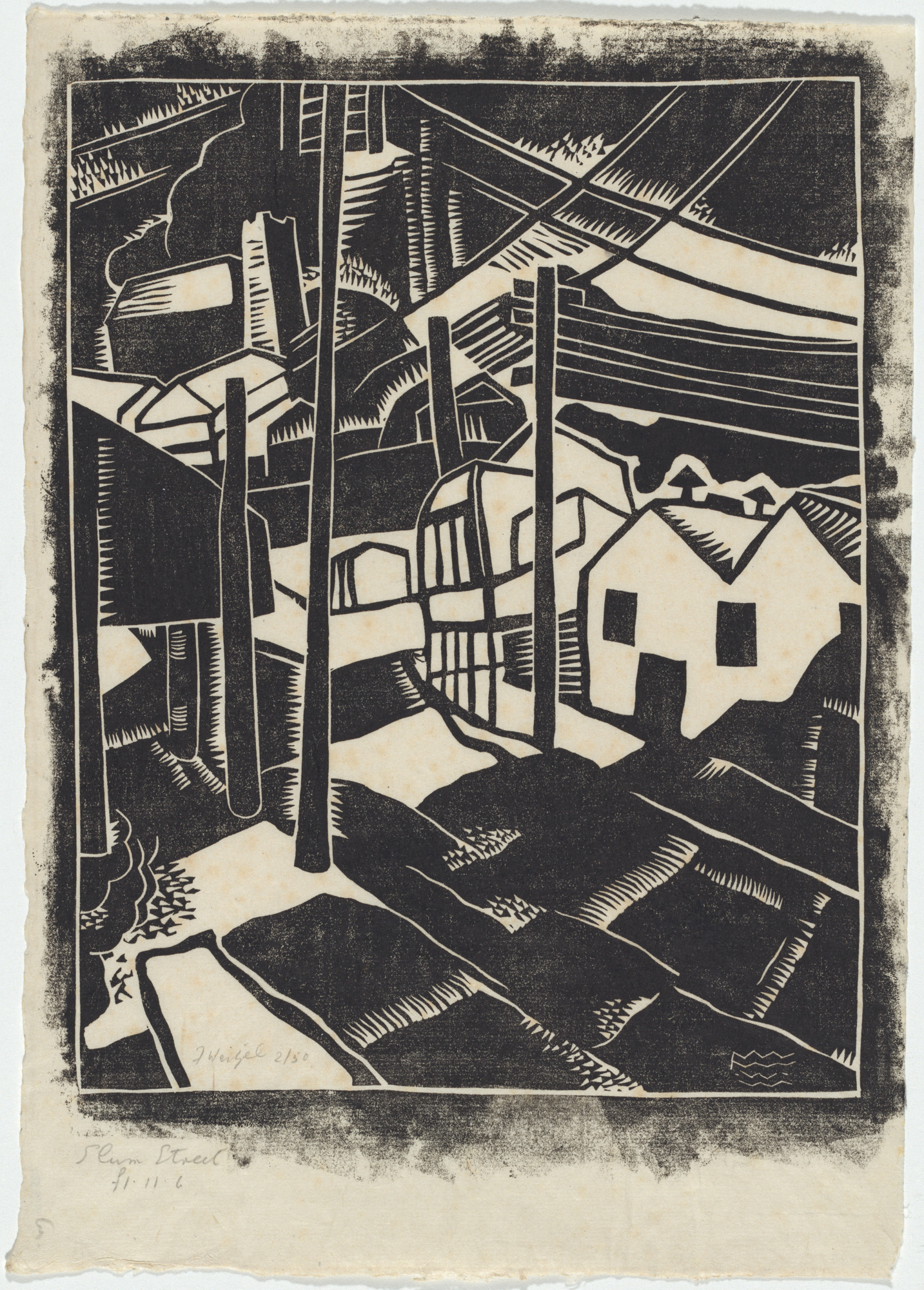
Circa 1930 – Stradă din ghettou  (în engleză Slum Street)
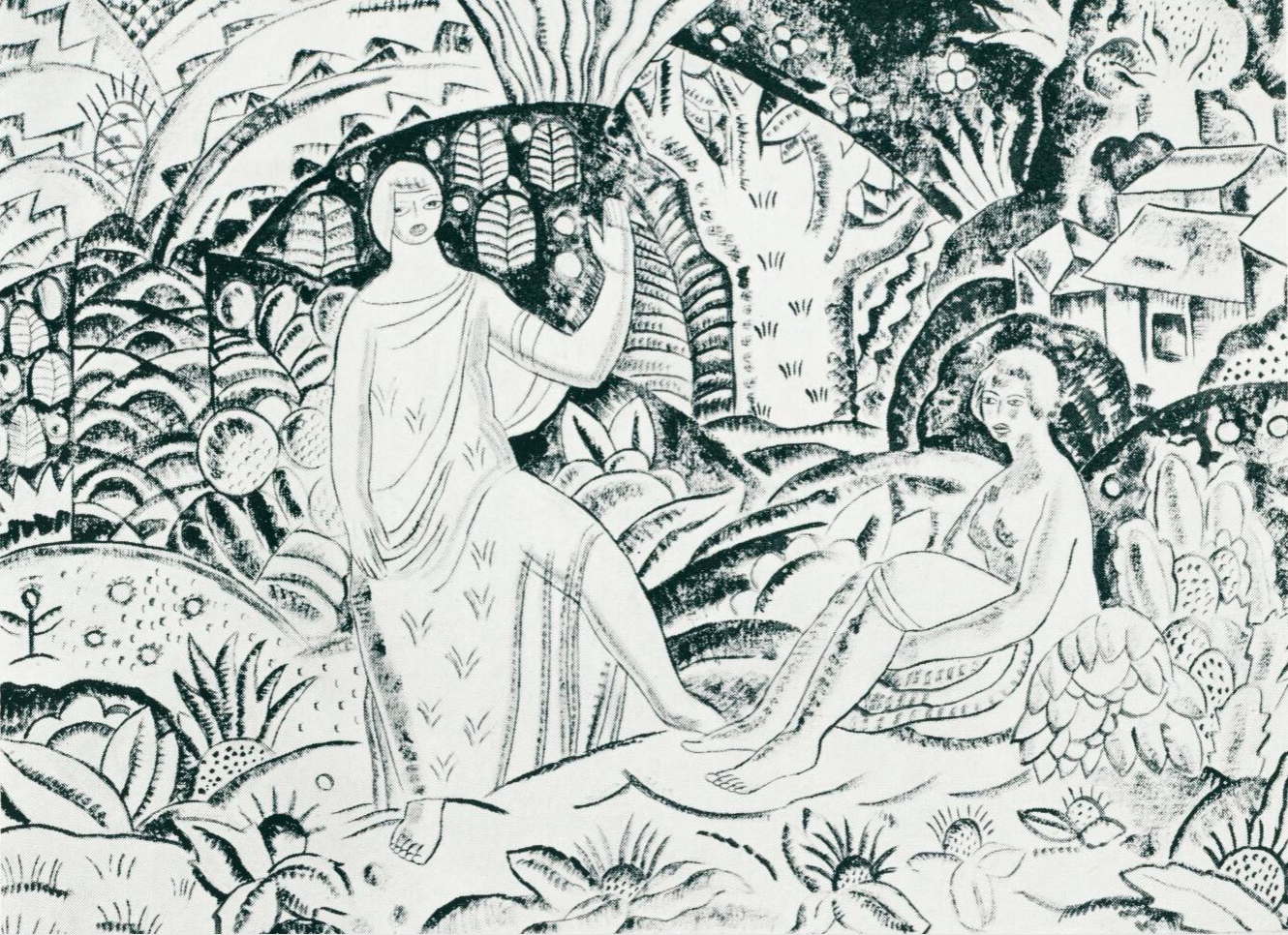
Lucrare publicată în numărul din septembrie 1929 al revistei Art in Australia

Weitzel a ajuns în atenția lui Dorrit Black, care se întorsese recent de la studii de linogravură cu Claude Flight la Grosvenor School of Modern Art. Cu încurajarea lui Black, el s-a alăturat unui cerc de artiști din Sydney cunoscut sub numele de „Grupul celor Șapte” și în martie 1930 a expus mai multe sculpturi la prima lor expoziție de la Macquarie Galleries.  Jurnalistul Colin Simpson l-a descris ca „un sculptor priceput și sincer.”  Weitzel a lucrat dintr-un studio deasupra unei măcelării pe Circular Quay, realizând gravuri și creând suporturi de cărți, tapiserii, șaluri din batik de linogravură și abajururi. Era de asemenea un violonist, cântând în Orchestra Conservatorului din Sydney.

### Mutarea la Londra
Lipsa de recunoaștere din partea publicului australian și controversa legată de politica comunistă a surorii sale Hettie l-au determinat pe Weitzel să se mute la Londra. Pentru a strânge fonduri, a creat ex libris și a expus spre vânzare sculpturi, linogravuri și eșarfe și șaluri imprimate la Galeriile Macquarie și la Centrul de Artă Modernă al lui Dorrit Black.
A ajuns la Londra în 1930 cu o recomandare din partea lui Claude Flight, care l-a invitat să se alăture cercului de artiști linograviști de la Școala Grosvenor și să creeze imprimate colorate din blocuri multiple, unele cu designuri abstracte. Weitzel și-a expus lucrările la Expozițiile de Linogravuri Britanice organizate de Flight la Galeria Redfern din Londra, în 1930 și 1931. Flight a lăudat lucrările sale într-o scrisoare către Black: 
| “ | Sunt originale, puternice, bune pentru ceea ce reprezintă și exact genul de lucrări de care avem nevoie. | ” |

### Galerie (lucrări ale lui Frank Weitzel – perioada Londra)

Alte lucrări reprezentative
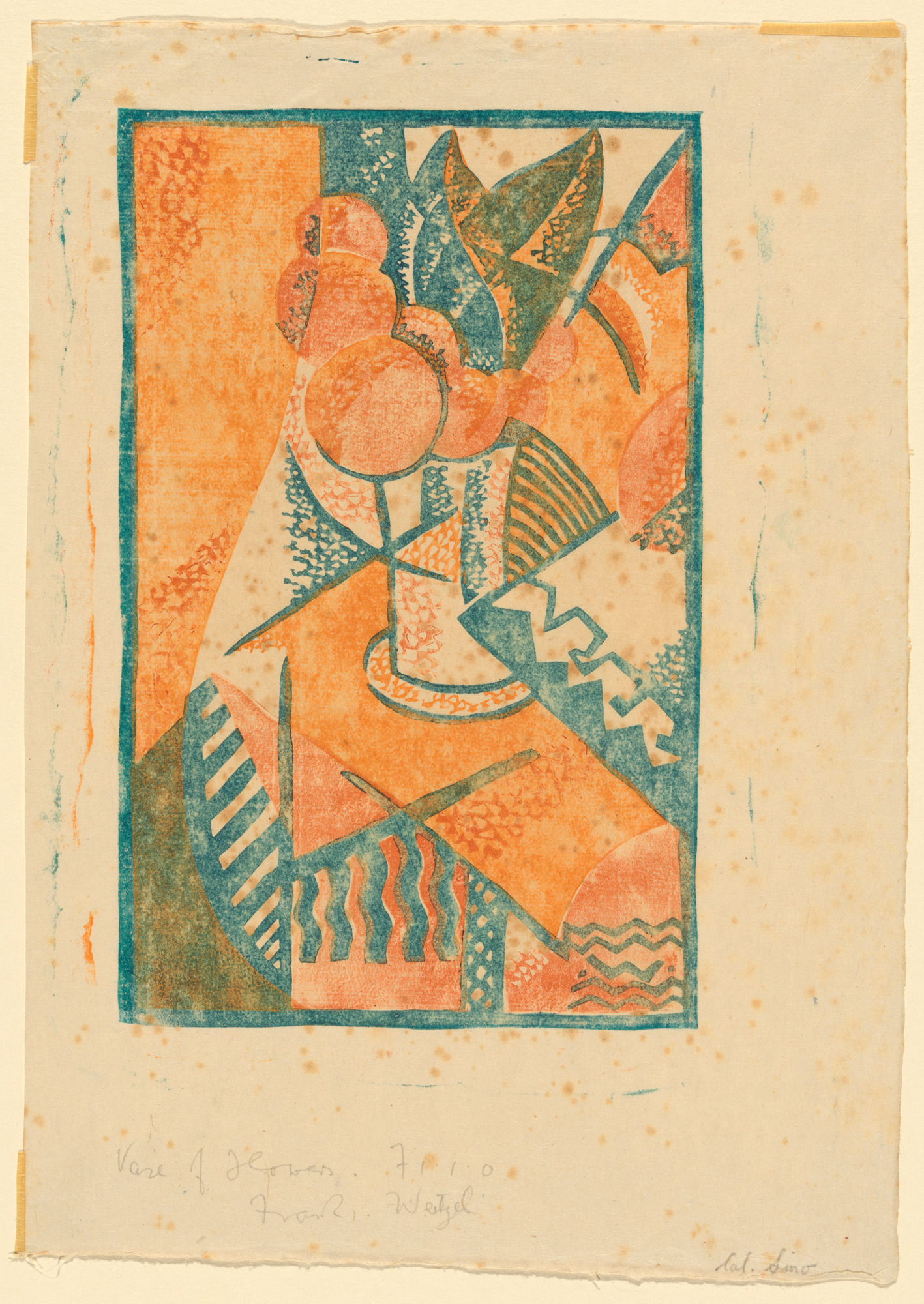
1930 – Vas cu flori (în engleză Vase of Flowers)
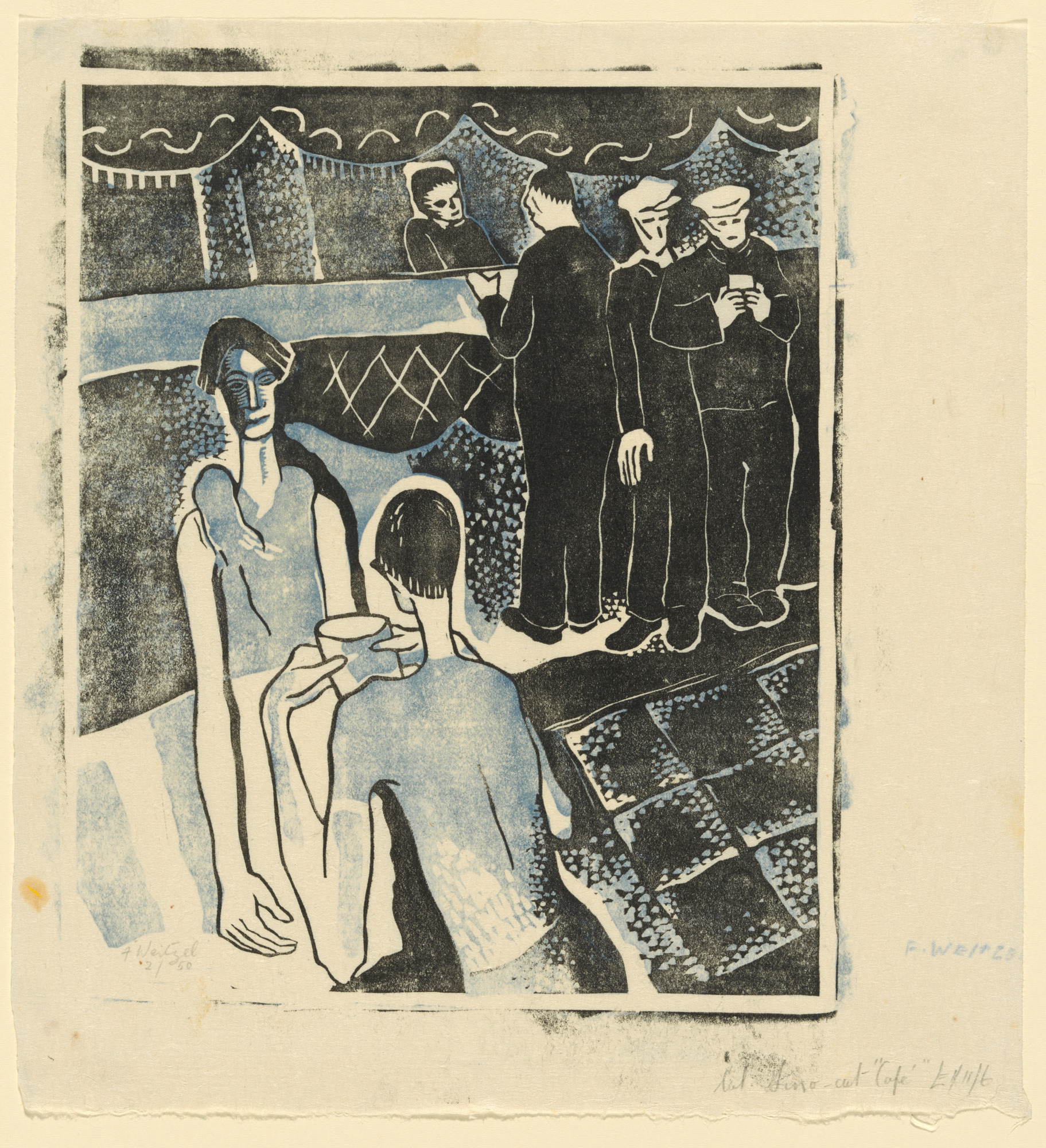
1930 – Cafenea (în engleză Cafe)
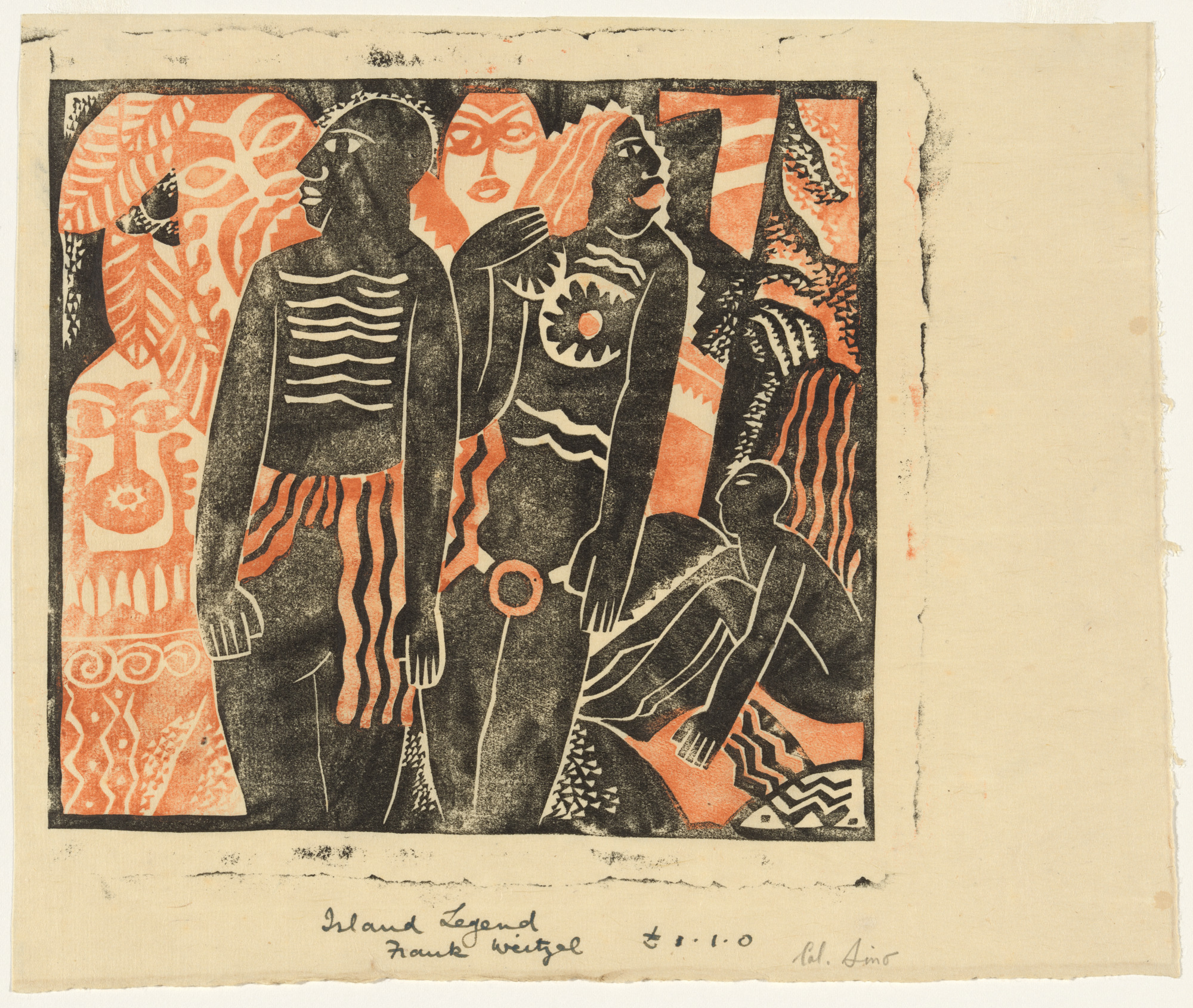
1930 – Insula legendă (în engleză Island Legend)
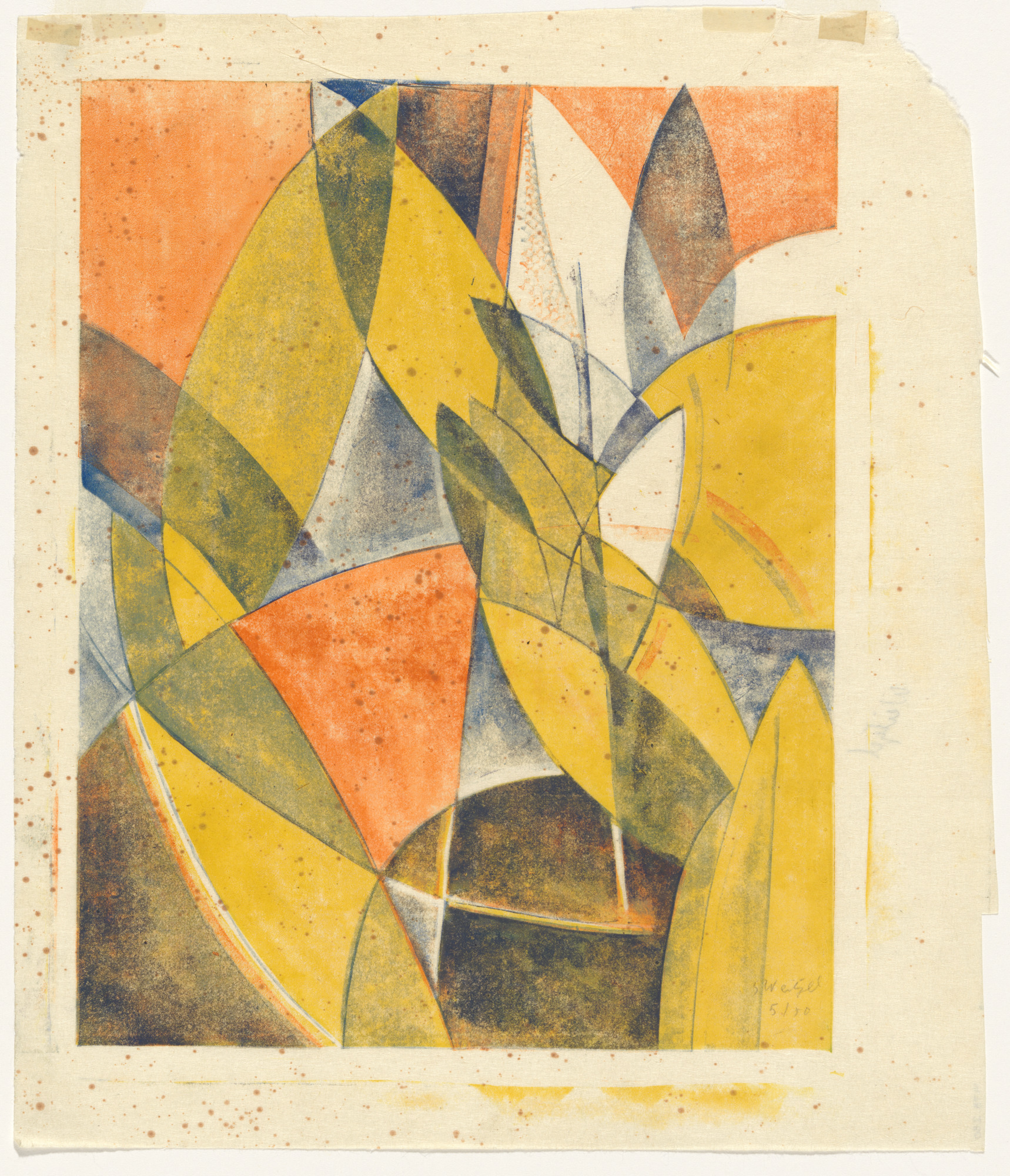
1931 – Desen abstract 1 (în engleză Abstract-Design-No.1)
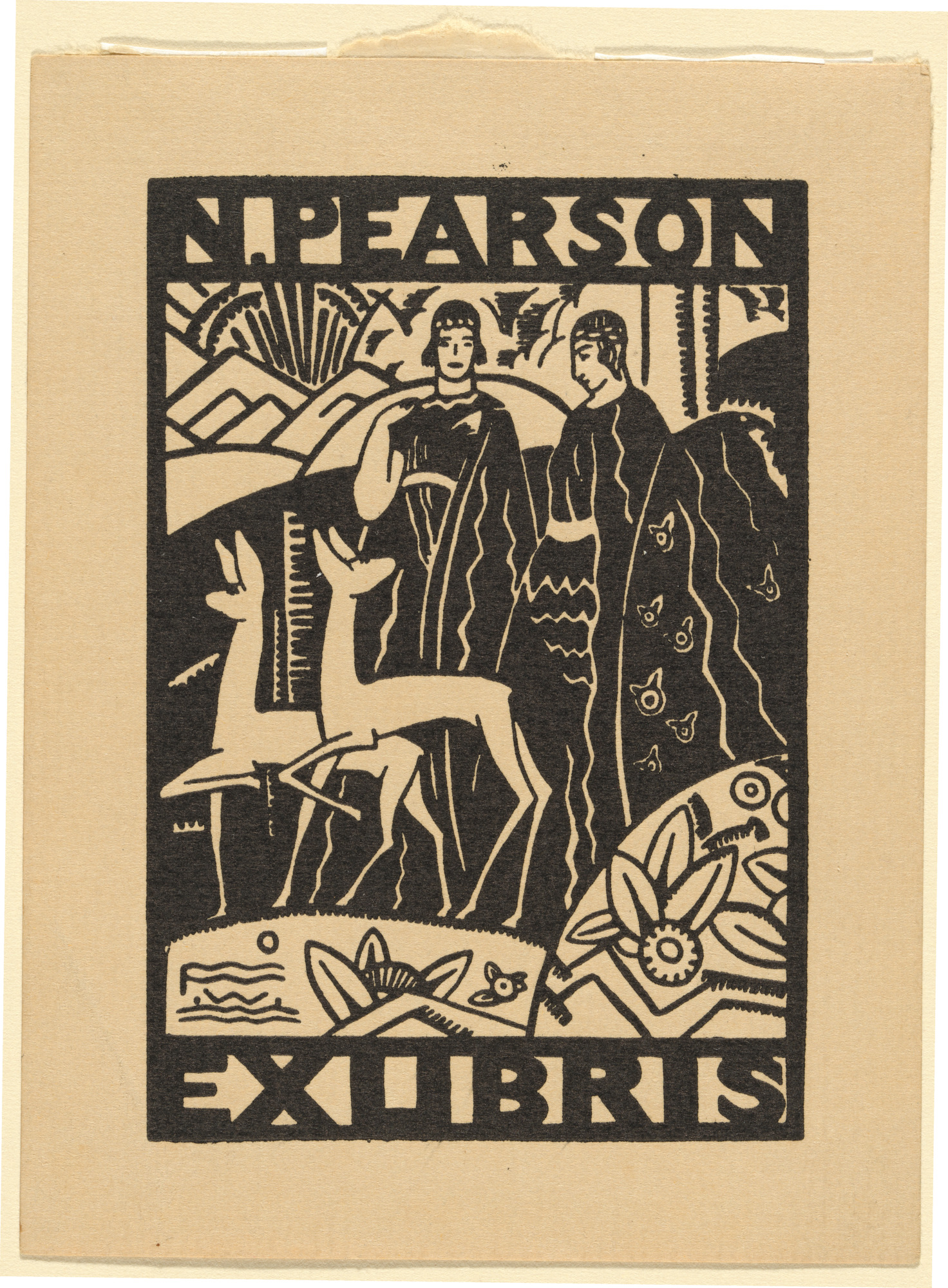
1931 - Noel Pearson Ex-Libris (în engleză Noel Pearson Ex-Libris)
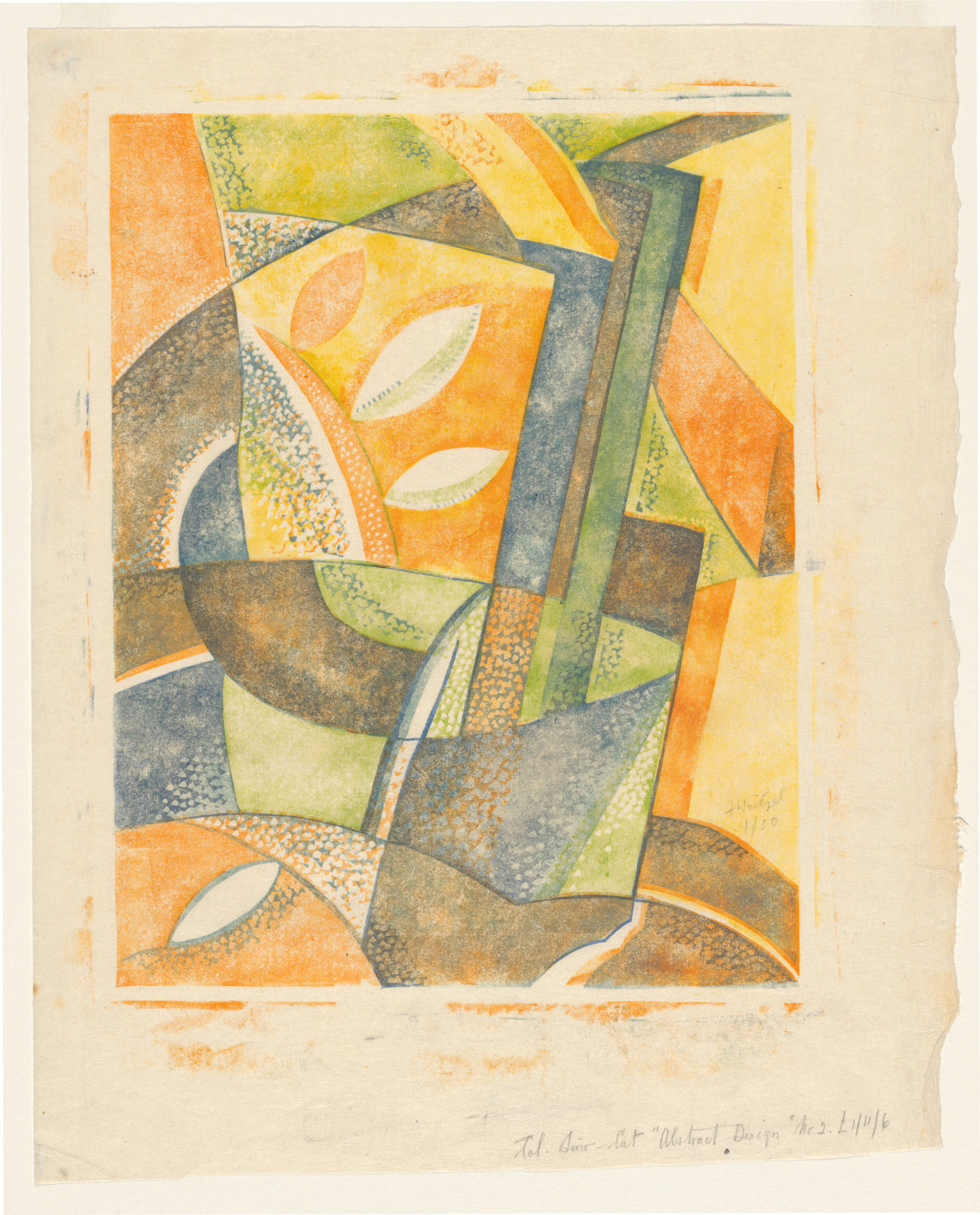
1932 – Desen abstract 2  (în engleză Abstract-Design-No.2)